# All-Ireland Senior Hurling Championship 1939
L'All-Ireland Senior Football Championship 1939 fu l'edizione numero 53 del principale torneo di hurling irlandese. Kilkenny batté in finale Cork, ottenendo il dodicesimo titolo della sua storia.

## Formato
Si tennero solo i campionati provinciali di Leinster e Munster, i cui vincitori avrebbero avuto accesso diretto all'All-Ireland, dove avrebbe avuto accesso anche Galway, ammessa di diritto.

## Torneo
Leinster Senior Hurling Championship
| Navan 7 maggio 1939 First Round | Meath | – | Westmeath | Páirc Tailteann |

| Kilkenny 7 maggio 1939 Quarto di finale | Wexford | 4-7 – 1-4 | Offaly | Nowlan Park |

| Tullamore 18 giugno 1939 Quarto di finale | Laois | 12-7 – 4-2 | Meath | O'Connor Park |

| Wexford 18 giugno 1939 Semifinale | Wexford | 2-3 – 10-7 | Dublin | Wexford Park |

| Kilkenny 2 luglio 1939 Semifinale | Kilkenny | – | Laois | Nowlan Park |

| Portlaoise 16 luglio 1939 Finale | Kilkenny | 2-12 – 4-3 | Dublin | O'Moore Park |

Munster Senior Hurling Championship
| Thurles 21 maggio 1939 First Round | Tipperary | 2-0 – 3-3 | Limerick | Thurles Sportsfield (20 000 spett.) |

| Fermoy 25 giugno 1939 Semifinale | Cork | 7-4 – 4-3 | Waterford | Fitzgerald Park |

| Limerick 9 luglio 1939 Semifinale | Limerick | 5-5 – 1-1 | Clare | Gaelic Grounds |

| Thurles 30 luglio 1939 Finale | Cork | 4-3 – 3-4 | Limerick | Thurles Sportsfield (40 000 spett.) |

All-Ireland Senior Hurling Championship
| Roscrea 6 agosto 1939 Semifinale | Kilkenny | 1-16 – 3-1 | Galway | St. Cronan's Park (12 000 spett.) |

| Arbitro: | J. Flaherty (Offaly) |

|                                                                                      |           |                                      |
| J. Phelan (2-0), J. Langton (0-3), T. Leahy (0-2), J. O'Brien (0-1), J. Kelly (0-1). | Marcatori | T. O'Sullivan (2-1), J. Lynch (1-2). |

| Kilkenny | Cork |